# Alles (Miss Montreal)
Alles is een lied van de Nederlandse band Miss Montreal. Het werd in 2021 als single uitgebracht.

## Achtergrond
Alles is geschreven door Sanne Hans, Arno Krabman, Léon Palmen, Freek Rikkerink en Suzan Stortelder en geproduceerd door Krabman. Het is een nederpoplied dat een ode is aan de vriend van Hans. Het lied kan worden gezien als opvolger van Door de wind, wat een grote hit werd voor Miss Montreal nadat Hans het zong tijdens een optreden van Beste Zangers. Alles werd geschreven met onder andere het duo Suzan & Freek, dat tegelijkertijd met Hans meedeed aan het muziekprogramma. De piano op het lied is dan ook ingespeeld door Stortelder. De single heeft in Nederland de gouden status.

## Hitnoteringen
De band had enig succes in de Nederlandse hitlijsten. In de Top 40 kwam het tot de 33e plaats en was het vier weken te vinden. De piekpositie in de Single Top 100 was de 64e plek in de drie weken dat het in deze hitlijst stond.